# Bill Suplee
William « Bill » Suplee est un acteur américain né en 1940. Il est le père de l'acteur Ethan Suplee.

## Carrière
Il commence sa carrière dans des Summer stock theatre (des sortes de chapiteaux destinés au théâtre) et à Broadway, où il rencontre sa future femme, Debbie.
Depuis 2005, il apparaît régulièrement dans la série télévisée Earl, dans laquelle son fils tient le second rôle. Bill Suplee y joue Willie, un vieux facteur borgne.